# Rue de Mirbel
Pour les articles homonymes, voir Mirbel (homonymie).
La rue de Mirbel est une voie située dans le quartier du Jardin-des-Plantes dans le 5e arrondissement de Paris.

## Situation et accès
La rue de Mirbel est desservie par la ligne 7 à la station Censier-Daubenton.

## Origine du nom
Elle porte le nom du botaniste Charles-François Brisseau de Mirbel (1776-1854).

## Historique
La rue de Mirbel est un élément d'un projet de prolongement de la fin du XIXe siècle de la rue de l'Abbé-de-l'Épée de la rue Gay-Lussac à la rue Censier dont seuls quelques tronçons furent réalisés.
Elle prend sa dénomination actuelle par un décret du 10 novembre 1877.

## Bâtiments remarquables et lieux de mémoire
- La rue longeait la partie nord du marché des Patriarches, marché couvert détruit et remplacé par bâtiment abritant des logements et un gymnase.